# Pamela Courson
Pamela Susan Courson (Weed, California, 22 de diciembre de 1946-Los Ángeles, California, 25 de abril de 1974) fue la pareja sentimental de Jim Morrison, líder de The Doors.

## Primeros años y relación con Morrison
Su padre, Columbus "Corky" Courson, había sido bombardero de la marina (alcanzando el grado de comandante en la Reserva Naval de los Estados Unidos) y se convirtió luego en director de un instituto de secundaria en Orange, California. Su madre, Pearl "Penny" Courson, era un ama de casa que hizo diseño de interiores y fue descrita como una "conocedora de las artes". Pamela tenía un hermano y una hermana.
Se rumorea que Neil Young escribió la canción "Cinnamon Girl" sobre ella, así como "The Needle and the Damage Done", pero muchos lo desmienten.
Diversas biografías cuentan que Courson y Morrison se conocieron en un club nocturno llamado The London Fog, en Sunset Strip, en 1965, mientras ella era estudiante de arte en el Los Angeles City College. Era un local menos conocido que el Whisky a Go Go, donde The Doors, todavía un grupo desconocido, actuarían luego. En su libro de memorias de 1998, Light My Fire: My Life with The Doors, el teclista Ray Manzarek afirma que Courson y un amigo vieron a la banda durante su periodo en The London Fog. Ella ya había tenido amantes, como el actor Tom Baker.
La relación de Courson con Morrison fue tumultuosa, con fuertes discusiones, separaciones y reconciliaciones, debido al carácter fuerte de ambos y las repetidas infidelidades también por parte de los dos. Por un tiempo Courson regentó Themis, una tienda de moda que Morrison compró para ella.
Courson le animó en su faceta de poeta y ella fue su musa. La figura pelirroja y menuda de la joven aparece en canciones de los Doors como Orange County Suite, Twentieth Century Fox-La moderna del siglo XX- o LA Woman:
"Veo que tu cabello arde,
las colinas se incendian.
Si te dicen que nunca te amé,
sabrás que mienten."
LA Woman. The Doors. 1971.

## Muerte de Morrison
Courson afirmó que el 3 de julio de 1971, se despertó para encontrar a Morrison muerto en la bañera de su apartamento en París. El informe oficial del forense indicó como causa de muerte una insuficiencia cardíaca, aunque no se realizó una autopsia. Bajo la voluntad de Morrison, que declaró que era "una persona soltera", Courson fue nombrada su heredera, y por lo tanto en línea de sucesión para heredar toda su fortuna. Los pleitos con la familia Morrison por la herencia se alargaron durante los siguientes dos años.

## Controversia sobre el estado civil, muerte y sucesión
Después de la muerte de Morrison, Courson continuó viviendo en Los Ángeles. Un exempleado de los Doors, Danny Sugerman, se hizo su amigo durante este tiempo y escribió más adelante en su libro Wonderland Avenue sobre una experiencia tomando quaaludes e inyectándose heroína con Courson.
Courson entregó los últimos poemas de Morrison a Michael McClure para su publicación. Hablaba de él en presente, como si continuara vivo, le llamaba su marido y se presentaba como la Señora Morrison.
El 25 de abril de 1974, Courson murió de una sobredosis de heroína en el sofá de la sala del apartamento de Los Ángeles que compartía con dos amigos varones. Tras intentar infructuosamente de enterrarla en París junto a Jim Morrison, en julio sus restos fueron incinerados y luego las cenizas enterradas en el Fairhaven Memorial Park en Santa Ana, California. La placa funeraria dice: "Pamela Susan Morrison 1946-1974", a pesar de que "Morrison" nunca fue parte del nombre legal de Courson, dado que nunca llegó a contraer matrimonio con el cantante. Varios meses después de su muerte, sus padres, Columbus y Penny Courson, heredaron su fortuna. Los padres de Jim Morrison impugnaron la ejecución de la hacienda de Courson, lo que llevó a nuevas batallas legales. En 1979, ambas partes acordaron dividir las ganancias del patrimonio de Morrison por igual.

## En la ficción
Courson fue interpretada por Meg Ryan en la película de Oliver Stone, The Doors (1991).